# گرین‌فیلد (ایلینوی)
گرین‌فیلد، ایلینوی (به انگلیسی: Greenfield, Illinois) یک شهر در ایالات متحده آمریکا با جمعیت ۱٬۱۷۹ نفر است که در ایلی‌نوی واقع شده‌است.

## موقعیت جغرافیایی
موقعیت جغرافیایی شهرها و مناطق اطراف به شرح زیر است: